# Lajos Für
Lajos Für (Egyházasrádóc, 21 de diciembre de 1930 – Budapest, 22 de octubre de 2013) fue un político e historiador húngaro, que ocupó el cargo de Ministro de Defensa entre 1990 y 1994. Entre 1994 y 1996 fue el jefe del Foro Democrático de Hungría (MDF), el partido conservador que fue liderado por el Primer Ministro József Antall hasta su muerte en 1993.
Für participó en la Revolución húngara de 1956. En los últimos años, fue miembro activo de Magyar Gárda, una organización paramilitrar que tuvo contactos con Jobbik y que fue descrito como neofascista. Murió en Budapest a la edad de 82 años.

## Vida persona
Se casó con Friderika Bíró, con la que tuvo dos hijos, Ágnes y Balázs. Ágnes fue la esposa del político de Fidesz Tamás Deutsch.

## Publicaciones
- A csákvári uradalom a tőkés gazdálkodás idején (1970)
- Mennyi a sok sírkereszt? Magyarország embervesztesége a második világháborúban (1987)
- Hol vannak a katonák? (1988)
- Kisebbség és tudomány (1989)
- Világjáró magyarok (1990)
- Sors és történelem (1991)
- Szabadon szeretnék sírni (1993)
- Jobbágyföld – parasztföld (1994)
- Magyar sors a Kárpát-medencében (2001)
- Az én történelmem I. (2003)
- A Varsói Szerződés végnapjai – magyar szemmel (2003)
- "Ne bántsd a magyart!". Bartók és Kodály történelemszemlélete; Kairosz, Bp., 2005
- Bevérzett mámor, 1956; Kairosz, Bp., 2006
- Világjáró magyarok; 2nd ed.; Ligatura, Szentendre, 2009
- Kárpát-medencei létünk a tét; Kairosz, Bp., 2010